# Уэстрей
Уэ́стрей (англ. Westray) — один из островов архипелага Оркнейские острова, Шотландия.

## Этимология
Название острова возможно происходит от скандинавского Vestrøy, что означает западный остров.

## География
Остров находится в северо-западной части архипелага Оркнейские острова. Ближайшие из крупных островов Папа-Уэстрей на северо-востоке, Идей на юго-востоке, Раузи и Эгилсей на юге. К юго-востоку от острова находятся небольшие острова Кили-Холм, Фари, Холм-оф-Фари. Через западную часть острова проходит 3-й меридиан западной долготы. С востока Уэстрей омывается Северным морем, с запада Атлантическим океаном. Остров имеет неправильную форму с множеством полуостровов и заливов.
Рельеф преимущественно равнинный, на западе есть несколько холмов высотой до 169 метров (Фитти-Хилл (англ. Fitty Hill)).
В западной части острова организован заказник Уэст-Уэстрей (англ. SPA West Westray) площадью 350 гектаров. Под охраной находятся:
- Гагарка ((Alca torda)).
- Глупыш (Fulmarus glacialis).
- Короткохвостый поморник (Stercorarius parasiticus).
- Обыкновенная моевка (Rissa tridactyla).
- Полярная крачка (Sterna paradisaea) — 1 200 пар, 2,7 % популяции Великобритании (1997).
- Тонкоклювая кайра (Uria aalge) — 28 274 пары, 1,3 % популяции Восточной Атлантики (1998)[1].

## Население
Самым большим поселением на острове является деревня Пироволл. Помимо неё на острове расположены поселения Брэхэд, Лэнгскейл, Мидби, Раквик, Рэпнесс, Скелвик, Эйкернесс, Бротон. Общая численность населения острова по состоянию на 2011 год 588 человек.

## Экономика
На севере острова расположен аэропорт Уэстрей, с которого регулярными рейсами компании Loganair совершаются ежедневные перелёты в Керкуолл и еженедельно в Папа-Уэстрей. Перелёт в Папа-Уэстрей на самолёте Britten-Norman Islander занимает около двух минут.
Главный паромный терминал находится в Рэпнессе и от него осуществляются регулярные плавания до Керкуолла и Папа-Уэстрей паромами компании Orkney Ferries.
С северо-запада на юго-восток остров пересекает автодорога «B9066», которая ведёт из Пироволла в Рэпнесс.

## Образование и культура
В деревне Пироволл работает средняя школа «Westray Junior High School». Там же в летний период работает культурный центр «Westray Heritage Centre». Один из экспонатов центра — небольшая статуэтка женской фигуры каменного века Уэстрей-Уайф или Венера Оркнейская. Статуэтка была найдена летом 2009 года при раскопках поселения Линкс-оф-Нолтленд.

## Достопримечательности
- Маяк Науп-Хед[англ.] — построен в 1898 году на северо-западном мысу острова[7].
- Линкс-оф-Нолтленд — раскопки поселения эпохи неолита и бронзового века[8].
- Замок Нолтленд — построен в 1560 году Гилбертом Бальфуром[англ.][9].

- Лэди-Кирк — разрушенная церковь в Пироволле, построенная в XIII веке и перестроеная в XVII веке[10].
- Усадебные дома острова из списка памятников архитектуры категории «B»: Лэнгскейл-Олд-Мэнс (конец XVIII века)[11], Боро-Фармхаус (конец XVIII—начало XIX века)[12], Сангар (конец XVIII—начало XIX века)[13], Клит-Фарм (начало XIX века)[14], Саут-Хамар (середина XIX века)[15].
- Сторхаус — склад 1888 года постройки возле пристани на набережной Джилл-Пир в Пироволле, бывший рыбный склад. В 2001 году включён в список памятников архитектуры категории «B»[16].

- Тринэйби-Милл — бывшая водяная мельница в Пироволле, построенная в 1897 году, в 2000 году перестроена в жилой дом. В 1971 году включена в список памятников архитектуры категории «B»[17].